# Gvia HaMedina 2024-2025
La Coppa d'Israele 2024-2025 (in ebraico גביע המדינה 2023-2025, Gvia HaMedina 2024-2025, cioè "Coppa di Stato 2024-2025") è stata l'86ª edizione della coppa nazionale calcistica israeliana, la 70ª dalla nascita dello Stato di Israele. La competizione è iniziata il 29 agosto 2024 ed è terminata il 29 maggio 2025.
La coppa è stata vinta dall'Hapoel Be'er Sheva, alla sua quarta coppa nazionale.

## Turno preliminare

### Liga Bet

#### Liga Bet Nord A

##### Primo turno
| 5 settembre 2024          |                 |                         |
| Hapoel Daliyat al-Karmel  | 2 – 2 (5-4 dtr) | Tzeirei Tamra           |
| 6 settembre 2024          |                 |                         |
| Bnei Maghar               | 4 – 0           | Ahi Acre                |
| Hapoel Kaukab             | 0 – 3           | Bnei HaGolan            |
| Hapoel Bnei Bi'ina        | 1 – 1 (1-4 dtr) | Maccabi Abu Snan        |
| Maccabu Bnei Jadeidi-Makr | 2 – 1           | Maccabi Ihud Bnei Ibtin |

##### Secondo turno
| 31 ottobre 2024          |       |                           |
| Hapoel Daliyat al-Karmel | 3 – 1 | Maccabu Bnei Jadeidi-Makr |
| Maccabi Abu Snan         | 0 – 3 | Bnei HaGolan              |

##### Terzo turno
| Squadra 1    | Risultato | Squadra 2   |
| ------------ | --------- | ----------- |
| Bnei HaGolan | 3 – 0     | Bnei Maghar |

##### Quarto turno
| 25 novembre 2024         |       |              |
| Hapoel Daliyat al-Karmel | 4 – 0 | Bnei HaGolan |

#### Liga Bet Nord B

##### Primo turno
| 6 settembre 2024             |        |                             |
| Maccabi Achva Fureidis       | 0 – 2  | Hapoel Sandala Gilboa       |
| Hapeol Yaffa                 | 0 – 7  | Tirat HaCarmel              |
| F.C. Tzofi Haifa             | 10 – 1 | Bnei Qalansawe              |
| Hapoel Bnei Ar'ara 'Ara      | 0 – 1  | Hapoel Tirat HaCarmel       |
| Hapoel Ramot Menashe Megiddo | 1 – 3  | Maccabi Neve Sha'anan Eldad |
| 7 settembre 2024             |        |                             |
| Ihud Bnei Baqa               | 3 – 2  | Tzeirei Haifa               |
| Maccabi Ahi Iksal            | 0 – 3  | Beitar Haifa                |

##### Secondo turno
| 1 novembre 2024       |       |                             |
| Beitar Haifa          | 1 – 5 | Maccabi Neve Sha'anan Eldad |
| 2 novembre 2024       |       |                             |
| F.C. Tzofi Haifa      | 1 – 5 | Ihud Bnei Baqa              |
| Hapoel Tirat HaCarmel | 0 – 3 | Tirat HaCarmel              |

##### Terzo turno
| 5 novembre 2024 |       |                             |
| Tirat HaCarmel  | 1 – 2 | Maccabi Neve Sha'anan Eldad |

##### Quarto turno
| 25 novembre 2024            |       |                |
| Maccabi Neve Sha'anan Eldad | 7 – 1 | Ihud Bnei Baqa |

#### Liga Bet Sud A

##### Primo turno
| 5 settembre 2024       |                 |                                   |
| Ironi Beit Dagan       | 2 – 0           | Hakoah Ramat Gan                  |
| Hapoel Bik'at HaYarden | 3 – 3 (3-4 dtr) | Maccabi Giv'at Shmuel             |
| 6 settembre 2024       |                 |                                   |
| Beitar Petah Tiqwa     | 3 – 1           | Bnei Giaffa                       |
| Hapoel Kiryat Ono      | 5 – 0           | Hapoel Kafr Qasim Shouaa          |
| Beitar Ramat Gan       | 0 – 2           | Beitar Kfar Saba                  |
| Beitar Tel Aviv        | 2 – 4           | Hapoel Mahane Yehuda              |
| Kfar Saba              | 4 – 0           | Maccabi Ironi Amishav Petah Tiqwa |

##### Secondo turno
| 24 settembre 2024    |             |                       |
| Hapoel Hod HaSharon  | 6 – 3 (dts) | Beitar Kfar Saba      |
| Ironi Beit Dagan     | 2 – 1       | Kfar Saba             |
| Hapoel Mahane Yehuda | 3 – 1 (dts) | Maccabi Giv'at Shmuel |
| Hapoel Kiryat Ono    | 1 – 0       | Beitar Petah Tiqwa    |

##### Terzo turno
| 30 settembre 2024   |             |                      |
| Hapoel Hod HaSharon | 2 – 1 (dts) | Ironi Beit Dagan     |
| 8 ottobre 2024      |             |                      |
| Hapoel Kiryat Ono   | 1 – 2       | Hapoel Mahane Yehuda |

##### Quarto turno
| 5 gennaio 2025      |       |                      |
| Hapoel Hod HaSharon | 5 – 1 | Hapoel Mahane Yehuda |

#### Liga Bet Sud B

##### Primo turno
| 2 settembre 2024        |                 |                        |
| Shikun HaMizrah         | 2 – 1           | F.C. Ramla             |
| Bnei Eilat              | 3 – 0           | Maccabi Kiryat Gat     |
| 3 settembre 2024        |                 |                        |
| Ironi Beit Shemesh      | 1 – 1 (4-2 dtr) | Sderot                 |
| 5 settembre 2024        |                 |                        |
| Beitar Ironi Kiryat Gat | 1 – 0           | Hapoel Bnei Ashdod     |
| Maccabi Ironi Netivot   | 1 – 2 (dts)     | Ramla                  |
| 7 settembre 2024        |                 |                        |
| Maccabi Be'er Sheva     | 3 – 0           | Hapoel Shaqib al-Salam |

##### Secondo turno
| 23 settembre 2024      |       |                         |
| Hapoel Shaqib al-Salam | 3 – 2 | Ramla                   |
| 24 settembre 2024      |       |                         |
| Bnei Eilat             | 0 – 1 | Ironi Beit Shemesh      |
| Shikun HaMizrah        | 3 – 0 | Beitar Ironi Kiryat Gat |

##### Terzo turno
| 8 ottobre 2024     |             |                        |
| Ironi Beit Shemesh | 4 – 1 (dts) | Shikun HaMizrah        |
| 9 ottobre 2024     |             |                        |
| Hapoel Yeruham     | 0 – 5       | Hapoel Shaqib al-Salam |

##### Quarto turno
| 9 dicembre 2024    |       |                        |
| Ironi Beit Shemesh | 6 – 1 | Hapoel Shaqib al-Salam |

### Liga Gimel

#### Gaililea

##### Primo turno
| 7 settembre 2024 |       |                          |
| Hapeol Yarka     | 0 – 3 | Beit Jann Rani           |
| Bnei Peki'in     | 0 – 3 | Hapoel Bnei Jadeidi-Makr |
| Hapoel Nahaf     | 0 – 3 | Hapoel Hurfeish          |

##### Secondo turno
| 10 settembre 2024 |       |                |
| Hapoel Hurfeish   | 2 – 3 | Beit Jann Rani |

##### Terzo turno
| 18 settembre 2024 |       |                          |
| Beit Jann Rani    | 0 – 1 | Hapoel Bnei Jadeidi-Makr |

#### Nord

##### Primo turno
| 7 settembre 2024         |       |                    |
| Hapoel Tzirei Nazareth   | 3 – 0 | Hapoel Bnei Tayibe |
| Beitar Kafr Kanna Radwan | 1 – 0 | Kabul              |
| Hapoel Bnei Ein Mahil    | 0 – 3 | Ihud Tzeiri Iksal  |
| Bnei Daburiyya           | 0 – 3 | Al-Nahada Nazareth |

##### Secondo turno
| 10 settembre 2024      |       |                          |
| Hapoel Tzirei Nazareth | 3 – 2 | Beitar Kafr Kanna Radwan |
| 11 settembre 2024      |       |                          |
| F.C. Kfar Kama         | 3 – 1 | Ihud Tzeiri Iksal        |

##### Terzo turno
| 18 settembre 2024      |       |                |
| Hapoel Tzirei Nazareth | 2 – 1 | F.C. Kfar Kama |

#### Bay

##### Primo turno
| 6 settembre 2024         |                 |                              |
| Kababir                  | 2 – 0           | Hapoel Kiryat Haim Leibovich |
| Hapoel Daliyat al-Karmel | 2 – 2 (4-3 dtr) | Hapoel Bnei Jisr az-Zarqa    |
| Carmel Haifa             | 5 – 0           | Beitar Kiryat Ata Kfir       |
| Ahli Shfar'am            | 0 – 3           | Maccabi Barkai               |

##### Secondo turno
| 10 settembre 2024        |       |                |
| Kababir                  | 2 – 1 | Carmel Haifa   |
| Hapoel Daliyat al-Karmel | 1 – 0 | Maccabi Barkai |

#### Jezreel

##### Primo turno
| 6 settembre 2024               |       |                       |
| Or Akiva                       | 4 – 1 | Hapoel Ihud Bnei Jatt |
| Pardes Hanna-Karkur Lior Boker | 2 – 1 | Beitar Umm al-Fahm    |
| Hapoel Kfar Metzer             | 0 – 3 | Hapoel Ein as-Sahla   |

##### Secondo turno
| 10 settembre 2024              |       |          |
| Pardes Hanna-Karkur Lior Boker | 1 – 2 | Or Akiva |

#### Sharon

##### Primo turno
| 6 settembre 2024       |                 |                          |
| Bnei Tira              | 4 – 0           | Hapoel Mateh Binyamin    |
| Ironi Ariel            | 2 – 2 (5-4 dtr) | Maccabi Ironi Kfar Yona  |
| Beitar Tubruk          | 5 – 0           | Hapoel Pardesiya         |
| 7 settembre 2024       |                 |                          |
| Maccabi Ramat HaSharon | 5 – 0           | Hapoel Oranit            |
| Ironi Rosh HaAyin      | 1 – 2 (dts)     | Maccabi HaSharon Netanya |

##### Secondo turno
| 10 settembre 2024      |                 |                          |
| Beitar Tubruk          | 2 – 2 (3-4 dtr) | Maccabi HaSharon Netanya |
| Maccabi Ramat HaSharon | 1 – 2           | Bnei Jaljulia            |
| 1 ottobre 2024         |                 |                          |
| Bnei Tira              | 1 – 0           | Ironi Ariel              |

##### Terzo turno
| 25 ottobre 2024          |       |           |
| Maccabi HaSharon Netanya | 0 – 2 | Bnei Tira |

#### Dan

##### Primo turno
| 6 settembre 2024      |                 |                            |
| Be'er Ya'akov Solomon | 9 – 2           | Ihud Tzeiri Abu Ghosh      |
| Kiryat Ekron          | 1 – 3           | Maccabi Bnei Abu Ghosh     |
| Bnei Ramla            | 3 – 3 (4-5 dtr) | Maccabi Be'er Ya'akov Amit |
| Hapoel Mevaseret Zion | 1 – 3           | Maccabi Yehud-Monosson     |
| Bnei Yehud            | 3 – 3 (4-5 dtr) | Beitar Gedera              |
| 7 settembre 2024      |                 |                            |
| Tzeirei Lod           | 2 – 2 (2-4 dtr) | Or Yehuda                  |

##### Secondo turno
| 9 settembre 2024       |             |                       |
| Maccabi Yehud-Monosson | 2 – 1 (dts) | Be'er Ya'akov Solomon |
| 10 settembre 2024      |             |                       |
| Or Yehuda              | 1 – 2       | Be'er Ya'akov Solomon |
| Beitar Gedera          | 0 – 3       | Ness Ziona            |

##### Terzo turno
| 24 settembre 2024      |             |                      |
| Maccabi Bnei Abu Ghosh | 3 – 1 (dts) | Be'er Ya'kov Solomon |
| 25 settembre 2024      |             |                      |
| Maccabi Yehud-Monosson | 1 – 0       | Ness Ziona           |

#### Centro

##### Primo turno
| 4 settembre 2024           |                 |                            |
| Elitzur Yehud Yutel        | 1 – 6           | Hapoel Neve Golan          |
| 5 settembre 2024           |                 |                            |
| Maccabi Spartak Ramat Gan  | 2 – 3           | Beitar Ezra                |
| 6 settembre 2024           |                 |                            |
| Maccabi Or Yehuda          | 3 – 5           | Elitzur Jaffa Tel Aviv     |
| Hakoah Galei Gil Ramat Gan | 3 – 1           | Holon Mor                  |
| Shikun Vatikim Ramat Gan   | 2 – 2 (3-5 dtr) | Maccabi HaShikma Ramat Hen |
| Beitar Jaffa Tzion         | 7 – 0           | Maccabi Pardes Katz        |
| 7 settembre 2024           |                 |                            |
| Bnei Herzliya              | 6 – 1           | Tel Aviv Tommy             |
| Maccabi Ironi Bat Yam      | 0 – 3           | Hapoel Tzafririm Holon     |

##### Secondo turno
| 10 settembre 2024          |        |                        |
| Maccabi HaShikma Ramat Hen | 0 – 1  | Bnei Herzliya          |
| Hakoah Galei Gil Ramat Gan | 1 – 3  | Dizngoff Tel Aviv      |
| Hapoel Tzafririm Holon     | 10 – 0 | Elitzur Jaffa Tel Aviv |
| Beitar Ezra                | 19 – 0 | Beitar Jaffa Tzion     |

##### Terzo turno
| 17 settembre 2024      |       |                   |
| Bnei Herzliya          | 2 – 3 | Beitar Ezra       |
| 24 settembre 2024      |       |                   |
| Hapoel Tzafririm Holon | 4 – 0 | Hapoel Neve Golan |

#### Sud

##### Primo turno
| 5 settembre 2024          |       |                           |
| Maccabi Ihud Bnei Kuseife | 3 – 0 | Be'er Sheva               |
| 6 settembre 2024          |       |                           |
| Arad                      | 3 – 0 | Bnei Yerucham Almog Dadon |
| Otzma Be'er Sheva         | 2 – 6 | Maccabi Ironi Hura        |
| Be'er Sheva Shua Tal      | 3 – 0 | Maccabi Gan Yavne         |
| Hapoel Rahat              | 0 – 3 | Ironi Ashkelon            |
| Maccabi Ashkelon          | 3 – 0 | Tzeiri Rahat              |
| Ashdod City               | 0 – 3 | Hapoel Bnei Kuseife       |

##### Secondo turno
| 10 settembre 2024 |       |                      |
| Maccabi Ashkelon  | 1 – 3 | Be'er Sheva Shua Tal |
| Ironi Ashkelon    | 3 – 2 | Maccabi Ironi Hura   |

##### Terzo turno
| 1 ottobre 2024 |                 |                |
| F.C. Arad      | 2 – 2 (2-4 dtr) | Ironi Ashkelon |

## Quinto turno

### Liga Alef Nord
| 30 agosto 2024           |                 |                      |
| Hapoel Ironi Arraba      | 0 – 0 (3-5 dtr) | Hapoel Migdal HaEmek |
| Hapoel Baqa al-Gharbiyye | 5 – 1           | Ihud Bnei Shefa-'Amr |
| Hapoel Bnei Zalafa       | 1 – 5           | Kiryat Yam           |
| Tzeirei Kafr Kana        | 0 – 4           | Ironi Nesher         |
| Tzeirei Umm al-Fahm      | 2 – 1           | Tira                 |
| Hapoel Beit She'an       | 1 – 0           | Hapoel Kafr Kanna    |
| 31 agosto 2024           |                 |                      |
| Maccabi Nujedat          | 0 – 1 (dts)     | Hapoel Bnei Musmus   |
| 2 settembre 2024         |                 |                      |
| Maccabi Ahi Nazaret      | 6 – 0           | Hapoel Bu'eine       |

### Liga Alef Sud
| 29 agosto 2024         |             |                     |
| Maccabi Yavne          | 3 – 0       | Ironi Ashdod        |
| Beitar N. Gerusalemme  | 2 – 0       | Shimshon Kafr Qasim |
| Hapoel Lod             | 1 – 0       | Maccabi Sha'arayim  |
| Tzeirei Tira           | 0 – 1       | Holon Yermiyahu     |
| 30 agosto 2024         |             |                     |
| F.C. Jerusalem         | 0 – 1       | Hapoel Marmorek     |
| Shimshon Tel Aviv      | 0 – 1       | Ironi Modi'in       |
| Ashdod                 | 1 – 0       | Hapoel Herzliya     |
| Maccabi Kiryat Malakhi | 1 – 3 (dts) | Dimona              |

## Sesto turno
| 5 novembre 2024             |                 |                          |
| Hapoel Beit She'an          | 3 – 0           | Hapoel Shaqib al-Salam   |
| 8 novembre 2024             |                 |                          |
| Hapoel Migdal HaEmek        | 0 – 2           | Kiryat Yam               |
| Or Akiva                    | 1 – 3           | Ironi Nesher             |
| 9 novembre 2024             |                 |                          |
| Maccabi Ahi Nazaret         | 2 – 3           | Hapoel Daliyat al-Karmel |
| 11 novembre 2024            |                 |                          |
| Holon Yermiyahu             | 2 – 0           | Hapoel Bnei Musmus       |
| Ashdod                      | 1 – 0           | Hapoel Mahane Yehuda     |
| 12 novembre 2024            |                 |                          |
| Ironi Beit Shemesh          | 1 – 2           | Hapoel Lod               |
| Hapoel Karmiel              | 3 – 2           | Hapoel Marmorek          |
| 13 novembre 2024            |                 |                          |
| Dimona                      | 4 – 0           | Bnei Tira                |
| 14 novembre 2024            |                 |                          |
| Bnei M.M.B.E.               | 0 – 2           | Ironi Ashkelon           |
| Beitar N. Gerusalemme       | 8 – 0           | Maccabi Yehud-Monosson   |
| 15 novembre 2024            |                 |                          |
| Maccabi Neve Sha'anan Eldad | 1 – 0           | Dizngoff Tel Aviv        |
| 16 novembre 2024            |                 |                          |
| Hapoel Azor                 | 1 – 3           | Hapoel Baqa al-Gharbiyye |
| Ihud Bnei Baqa              | 0 – 2           | Tzeirei Umm al-Fahm      |
| 18 novembre 2024            |                 |                          |
| Hapoel Hod HaSharon         | 2 – 1 (dts)     | Maccabi Yavne            |
| 19 novembre 2024            |                 |                          |
| Ironi Modi'in               | 0 – 0 (4-3 dtr) | Maccabi Ata/Bialik       |

## Settimo turno
| 28 novembre 2024            |       |                                |
| Maccabi Neve Sha'anan Eldad | 1 – 3 | Hapoel Beit She'an             |
| Holon Yermiyahu             | 0 – 2 | Kiryat Yam                     |
| Tezirei Umm al-Fahm         | 1 – 0 | Ironi Nesher                   |
| Ironi Ashkelon              | 1 – 0 | A.S. Ashdod                    |
| 29 novembre 2024            |       |                                |
| Hapoel R. HaSharon          | 6 – 2 | Hapoel Ironi Baqa al-Gharbiyye |
| Dimona                      | 7 – 0 | Hapoel Daliyat al-Karmel       |
| Kafr Qasim                  | 1 – 3 | Hapoel Ra'anana                |
| Hapoel Umm al-Fahm          | 2 – 1 | Hapoel Kfar Saba               |
| Maccabi Giaffa              | 1 – 2 | Hapoel Tel Aviv                |
| 1 dicembre 2024             |       |                                |
| Hapoel Afula                | 6 – 0 | Hapoel Karmiel                 |
| Hapoel Nof HaGalil          | 2 – 3 | Beitar N. Gerusalemme          |
| Maccabi Herzliya            | 1 – 0 | Hapoel Lod                     |
| Hapoel Rishon LeZion        | 0 – 1 | Ironi Modi'in                  |
| Hapoel Petah Tiqwa          | 5 – 0 | Hapoel Hod HaSharon            |

## Ottavo turno
| 26 dicembre 2024            |                 |                       |
| Dimona                      | 0 – 4           | Hapoel Be'er Sheva    |
| Bnei Sakhnin                | 3 – 3 (4-2 dtr) | Ironi Modi'in         |
| Hapoel Ra'anana             | 2 – 4           | Beitar N. Gerusalemme |
| Maccabi Bnei Reineh         | 3 – 0           | Hapoel Kfar Shalem    |
| 27 dicembre 2024            |                 |                       |
| Hapoel Haifa                | 1 – 1 (5-3 dtr) | Hapoel Petah Tiqwa    |
| Hapoel Afula                | 3 – 4 (dts)     | Ashdod                |
| Hapoel Beit She'an Massilot | 1 – 2           | Hapoel Hadera         |
| Tzeirei Umm al-Fahm         | 0 – 2           | Hapoel Acre           |
| Hapoel R. HaSharon          | 1 – 0           | Maccabi Herzliya      |
| Hapoel Ramat Gan            | 2 – 2 (6-5 dtr) | Bnei Yehuda           |
| 28 dicembre 2024            |                 |                       |
| Maccabi Petah Tiqwa         | 2 – 0           | Ironi K. Shmona       |
| Ironi Tiberias              | 0 – 2           | Hapoel Tel Aviv       |
| Maccabi Tel Aviv            | 3 – 0           | Hapoel Gerusalemme    |
| 29 dicembre 2024            |                 |                       |
| Hapoel Umm al-Fahm          | 0 – 2           | Maccabi Natanya       |
| Kiryat Yam                  | 2 – 2 (4-5 dtr) | Beitar Gerusalemme    |
| 30 dicembre 2024            |                 |                       |
| Maccabi Haifa               | 6 – 0           | Ironi Ashkelon        |

## Ottavi di finale
| 14 gennaio 2025       |                 |                     |
| Hapoel Acre           | 0 – 1           | Beitar Gerusalemme  |
| Maccabi Petah Tiqwa   | 1 – 1 (2-4 dtr) | Bnei Sakhnin        |
| Maccabi Haifa         | 1 – 0           | Maccabi Natanya     |
| 15 gennaio 2025       |                 |                     |
| Beitar N. Gerusalemme | 1 – 4           | Ashdod              |
| Hapoel Be'er Sheva    | 6 – 0           | Hapoel Hadera       |
| Maccabi Tel Aviv      | 1 – 2           | Maccabi Bnei Reineh |
| 16 gennaio 2025       |                 |                     |
| Hapoel Haifa          | 1 – 2           | Hapoel Tel Aviv     |
| Hapoel Ramat Gan      | 7 – 0           | Hapoel R. HaSharon  |

## Quarti di finale
| 25 febbraio 2025   |       |                     |
| Hapoel Ramat Gan   | 0 – 2 | Hapoel Tel Aviv     |
| Ashdod             | 1 – 3 | Maccabi Bnei Reineh |
| 27 febbraio 2025   |       |                     |
| Hapoel Be'er Sheva | 2 – 0 | Maccabi Haifa       |
| 3 aprile 2025      |       |                     |
| Bnei Sakhnin       | 0 – 3 | Beitar Gerusalemme  |

## Semifinali
| 10 aprile 2025      |       |                    |
| Maccabi Bnei Reineh | 1 – 5 | Beitar Gerusalemme |
| 22 aprile 2025      |       |                    |
| Hapoel Tel Aviv     | 1 – 5 | Hapoel Be'er Sheva |

## Finale
| Tel Aviv 29 maggio 2025, ore 20:30 CEST | Beitar Gerusalemme | 0 – 2 referto | Hapoel Be'er Sheva | Stadio Bloomfield\| Arbitro: \| Yigal Frid \| |
| Arbitro:                                | Yigal Frid         |               |                    |                                               |